# Биатлон на Зимским олимпијским играма 2014.
Такмичење у биатлону на Зимским олимпијским играма 2014. у Сочију, одржаће се од 8. до 22. фебруара 2014. на комплексу за скијашко трчање и биатлон Лаура у Красној Пољани, Краснодарском крај 60 км удаљоној од Сочија у Русији.
Биатлон је први пут у програму Зимских олимпијских игара на 1960. у Скво Велију само у мушкој конкуренцији. Жене су морале чекати до Зимских олимпијских игара 1992. у Абервилу.
У односу на последња два такмичења 2006. и 2010. програм је повећан за једну нову дисциплину мешовиту штафету у којој учествују две жене и два мушкарца на дистанци 2 х 6 км (жене) и 2 х 7,5 км (мушкарци).
Резултати свих дисциплина се бодују и за Светски куп у биатлону 2013/14.

## Дисциплине
На играма у сочију 2014. у биатлону се такмичило у једанаест дисциплина, пет мушких, пет женских и једна мешовита.
| Мушкарци                               | Жене                  |
| -------------------------------------- | --------------------- |
| Штафета 4 x 7,5 км                     | Штафета 4 x 6 км      |
| Спринт 10 км                           | Спринт 7,5 км         |
| Потера 12,5 км                         | Потера 10 км          |
| Масовни старт 15 км                    | Масовни старт 12,5 км |
| Појединачно 20 км                      | Појединачно 15 км     |
| Мешовита штафета 2 х 6 км и 2 х 7,5 км |                       |

## Распоред такмичења
Сва времена су дата по московском времену (UTC + 4).
| Датум                      | Старт | Финиш | Дисциплина                             |
| -------------------------- | ----- | ----- | -------------------------------------- |
| Субота 8. фебруар 2014     | 18:30 | 20:00 | Спринт 10 км мушкарци                  |
| Недеља 9. фебруар 2014     | 18:30 | 20:00 | Спринт 7,5 км жене                     |
| Понедељак 10. фебруар 2014 | 19:00 | 20:00 | Потера 12,5 км мушкарци                |
| Уторак 11. фебруар 2014    | 19:00 | 20:00 | Потера 10 км жене                      |
| Четвртак 13. фебруар 2014  | 18:00 | 20:00 | Појединачно 20 км мушкарци             |
| Петак 14. фебруар 2014     | 18:00 | 20:00 | Појединачно 15 км жене                 |
| Понедељак 17. фебруар 2014 | 19,00 | 20:00 | Масовни старт 15 км жене               |
| Уторак 18. фебруар 2014    | 14:30 | 15:30 | Масовни старт 12,5 км мушкарци         |
| Среда 19. фебруар 2014     | 18:30 | 20:00 | Мешовита штафета 2 х 6 км и 2 х 7,5 км |
| Петак 21. фебруар 2014     | 18:30 | 20:00 | Штафета 4 x 6 км жене                  |
| Субота 22. фебруар 2014    | 18:30 | 20:00 | Штафета 4 x 7,5 км мушкарци            |

## Земље учеснице
Укупна квота спортиста који су се могли такмичити у батлону на Играма била је 220 спортиста (113 мушкараца и 107 жена)..
Квоте по земљама се обрачунавају на основу поена најбољих биатлонаца у свакој земљи на основу резултата у Купу нација и у дисциплинама спринт, појединачно и штафетна трка на Светским првенствима у биатлону 2012. и 2013. године.

## Освајачи медаља

### Мушкарци
| Дисциплина                 |                                                                               | Резултат  |                                                               | Резултат  |                                                                                | Резултат  |
| Спринт 10 км детаљи        | Оле Ејнар Бјерндален · Норвешка                                               | 24:33,5   | Доминик Ландертингер · Аустрија                               | 24:34,8   | Јарослав Сукуп · Чешка                                                         | 24:39.2   |
| Потера 12,5 км детаљи      | Мартен Фуркад · Француска                                                     | 33:48,6   | Ондреј Моравец · Чешка                                        | 34:02,7   | Жан Гијом Беатрикс · Француска                                                 | 34:12,8   |
| Појединачно 20 км детаљи   | Мартен Фуркад · Француска                                                     | 49:31,7   | Ерик Лесер · Немачка                                          | 49:43,9   | Јевгениј Гараничев · Русија                                                    | 50:06,2   |
| Масовни старт 15 км детаљи | Емил Хегле Свендсен · Норвешка                                                | 42:29,1   | Мартен Фуркад · Француска                                     | 42:29,1   | Ондреј Моравец · Чешка                                                         | 42:42,9   |
| Штафета 4 х 7,5 км детаљи  | Алексеј Волков · Јевгениј Устјугов · Дмитриј Малишко · Антон Шипулин · Русија | 1:12:15,9 | Ерик Лесер · Данијел Бем · Арнд Пајфер · Симон Шемп · Немачка | 1:12:19,4 | Кристоф Зуман · Данијел Мезотич · Симон Едер · Доминик Ландертингер · Аустрија | 1:12:45,7 |

### Жене
| Дисциплина                 |                                                                           | Резултат  |                                                                             | Резултат  |                                                                        | Резултат  |
| Спринт 7,5 км детаљи       | Анастасија Кузмина · Словачка                                             | 21:06,8   | Олга Виљухина · Русија                                                      | 21:26,7   | Вита Семеренко · Украјина                                              | 21:28,5   |
| Потера 10 км детаљи        | Дарја Домрачева · Белорусија                                              | 29:30,7   | Тора Бергер · Норвешка                                                      | 30:08,3   | Теја Грегорин · Словенија                                              | 30:12,7   |
| Појединачно 15 км детаљи   | Дарја Домрачева · Белорусија                                              | 43:19,6   | Селина Гаспарин · Швајцарска                                                | 44:35,3   | Надежда Скардино · Белорусија                                          | 44:57,8   |
| Масовни старт 12 км детаљи | Дарја Домрачева · Белорусија                                              | 35:25,6   | Габријела Соукалова · Чешка                                                 | 35:45,8   | Тирил Екхоф · Норвешка                                                 | 35:52,9   |
| Штафета 4 х 6 км детаљи    | Вита Семеренко · Јулија Џима · Ваљ Семеренко · Олена Придрушна · Украјина | 1:10:02,5 | Јана Романова · Олга Зајцева · Јекатерина Шумилова · Олга Виљухина · Русија | 1:10:28,9 | Фани Хорн · Тирил Екхоф · Ан Кристин Флатланд · Тора Бергер · Норвешка | 1:10:40,1 |

### Мешовите дисциплине
| Дисциплина                                     |                                                                                   | Резултат  |                                                                                   | Резултат  |                                                                             | Резултат  |
| Мешовита штафета 2 х 6 км и 2 х 7,5 км, детаљи | Тора Бергер · Тирил Екхоф · Оле Ејнар Бјерндален · Емил Хегле Свендсен · Норвешка | 1:09:17.0 | Вероника Виткова · Габријела Соукалова · Јарослав Соукуп · Ондреј Моравец · Чешка | 1:09:49.6 | Доротеја Вијерер · Карин Оберхофер · Доминик Виндиш · Лукас Хофер · Италија | 1:10:15.2 |

## Биланс медаља
| Медаље земље домаћина |

|    | Земља      |   |   |   |    |
| -- | ---------- | - | - | - | -- |
| 1. | Француска  | 2 | 1 | 1 | 4  |
| 2. | Норвешка   | 2 | 0 | 0 | 2  |
| 3. | Русија     | 1 | 0 | 1 | 2  |
| 4. | Немачка    | 0 | 2 | 0 | 2  |
| 5. | Чешка      | 0 | 1 | 2 | 3  |
| 6. | Аустрија   | 0 | 1 | 1 | 2  |
|    | Укупно (6) | 5 | 5 | 5 | 15 |

|    | Земља      |   |   |   |    |
| -- | ---------- | - | - | - | -- |
| 1. | Белорусија | 3 | 0 | 1 | 4  |
| 2. | Украјина   | 1 | 0 | 1 | 2  |
| 3. | Словачка   | 1 | 0 | 0 | 1  |
| 4. | Русија     | 0 | 2 | 0 | 2  |
| 5. | Норвешка   | 0 | 1 | 2 | 3  |
| 6. | Чешка      | 0 | 1 | 0 | 1  |
| 6. | Швајцарска | 0 | 1 | 0 | 1  |
| 8. | Словенија  | 0 | 0 | 1 | 1  |
|    | Укупно (8) | 5 | 5 | 5 | 15 |

|     | Земља       |    |    |    |    |
| --- | ----------- | -- | -- | -- | -- |
| 1.  | Норвешка    | 3  | 1  | 2  | 6  |
| 2.  | Белорусија  | 3  | 0  | 1  | 4  |
| 3.  | Француска   | 2  | 1  | 1  | 4  |
| 4.  | Русија      | 1  | 2  | 1  | 4  |
| 5.  | Украјина    | 1  | 0  | 1  | 2  |
| 6.  | Словачка    | 1  | 0  | 0  | 1  |
| 7.  | Чешка       | 0  | 3  | 2  | 5  |
| 8.  | Немачка     | 0  | 2  | 0  | 2  |
| 9.  | Аустрија    | 0  | 1  | 1  | 2  |
| 10. | Швајцарска  | 0  | 1  | 0  | 1  |
| 11. | Италија     | 0  | 0  | 1  | 1  |
| 11. | Словенија   | 0  | 0  | 1  | 1  |
|     | Укупно (12) | 11 | 11 | 11 | 33 |

|     | Такмичар/ка          | Земља      |   |   |   |   |
| --- | -------------------- | ---------- | - | - | - | - |
| 1.  | Дарја Домрачева      | Белорусија | 3 | 0 | 0 | 3 |
| 2.  | Мартен Фуркад        | Француска  | 2 | 1 | 0 | 3 |
| 3.  | Оле Ејнар Бјерндален | Норвешка   | 2 | 0 | 0 | 2 |
| 3.  | Емил Хегле Свендсен  | Норвешка   | 2 | 0 | 0 | 2 |
| 5.  | Тора Бергер          | Норвешка   | 1 | 1 | 1 | 3 |
| 6.  | Вита Семеренко       | Украјина   | 1 | 0 | 1 | 2 |
| 6.  | Тирил Екхоф          | Норвешка   | 1 | 0 | 1 | 2 |
| 8.  | Ондреј Моравец       | Чешка      | 0 | 2 | 1 | 3 |
| 9.  | Ерик Лесер           | Немачка    | 0 | 2 | 0 | 2 |
| 9.  | Габријела Соукалова  | Чешка      | 0 | 2 | 0 | 2 |
| 9.  | Олга Виљухина        | Русија     | 0 | 2 | 0 | 2 |
| 12. | Доминик Ландертингер | Аустрија   | 0 | 1 | 1 | 2 |
| 12. | Јарослав Сукуп       | Чешка      | 0 | 1 | 1 | 2 |